# Seraikela
Seraikela (également appelée Saraikela ou Seraikella) est une ville d'Inde située dans l'état de Jharkhand et le district de Seraikela Kharsawan. En 2001, sa population était de 12 260 habitants.

## Source de la traduction
- (en) Cet article est partiellement ou en totalité issu de l’article de Wikipédia en anglais intitulé « Saraikela » (voir la liste des auteurs).